# Осипов Петро Іванович
Осипов Петро Іванович (нар. 5 червня 1943) — український педагог, кандидат філологічних наук, професор Миколаївського національного університету імені В. О. Сухомлинського.
Закінчив Львівський національний університет ім. І. Франка та аспірантуру Інституту мовознавства Академії Наук СРСР. Впродовж 1978—1993 років обіймав посаду завідувача кафедри іноземних мов; в 1993—1998 років — завідувач кафедри германської філології МДУ.
Осипов П. І. — один із фундаторів і перший декан факультету іноземної філології (1998—2003 рр.), очолює кафедру перекладу та німецької філології МНУ ім. В. О. Сухомлинського.
Основні напрями наукової діяльності:
лексикологія, лексикографія, стилістика, переклад, проблеми міжкультурної комунікації. Автор понад 80 публікацій різними мовами, учасник багатьох міжнародних та регіональних конференцій та симпозіумів. Координатор «Асоціацій українських германістів» (АУГ), активно співпрацює з Німецькою службою міжнародного академічного обміну (ДААД) та Гете-інститутом.